# Nature Portfolio
Nature Portfolio (ранее Nature Publishing Group или NPG) — международная издательская компания, публикующая научные журналы, в прошлом — издательская группа и конгломерат. С 2015 года входит в состав издательской группы Springer Nature, которой, в свою очередь, на 53 % владеет Georg von Holtzbrinck Publishing Group, а на 47 % — BC Partners. Ранее входила в состав Macmillan Publishers, которая была целиком выкуплена Holtzbrink в 1999 году. Главным и наиболее известным журналом, выпускаемым NPG, является Nature — еженедельный междисциплинарный научный журнал, издаваемый с 1869 года. В число других издаваемых журналов входят серия журналов Nature (Nature Physics, Nature Photonics и т. д.); серия обзорных журналов Nature Reviews, включающая серию биологических журналов и серию журналов, посвящённых клинической практике в различных разделах медицины (бывшая серия Nature Clinical Practice); ряд академических журналов, а также научно-популярные журналы Scientific American и Scientific American Mind. Офисы компании располагаются в Лондоне, Нью-Йорке, Сан-Франциско, Вашингтоне, Бостоне Токио, Париже, Мюнхене, Гонконге, Мельбурне, Мехико, Сеуле и других городах

## Модель бизнеса
Стоимость большинства публикаций NPG возмещается за счёт подписки на журналы. Большинство, но не все публикации доступны только подписчикам. Однако, авторам разрешено опубликовать принятую к публикацию статью на своём личном сайте без каких-либо ограничений по истечении 6 месяцев после публикации в журнале.

## Издаваемые журналы

### Научные журналы
Публикуют оригинальные работы, посвящённые наиболее значимым результатам в различных областях науки
| Журнал                                | Сокращение              | Импакт-фактор (2016) | Год учреждения                          | Область                                                    |
| ------------------------------------- | ----------------------- | -------------------- | --------------------------------------- | ---------------------------------------------------------- |
| Nature                                | Nature                  | 40,137               | 1869                                    | Междисциплинарный                                          |
| Nature Biotechnology                  | Nat. Biotechnol.        | 41,667               | 1983 (Nature Bio/technology до 1996)    | Биотехнологии                                              |
| Nature Cell Biology                   | Nat. Cell. Biol.        | 20,060               | 1999                                    | Клеточная биология                                         |
| Nature Chemical Biology               | Nat. Chem. Biol.        | 15,066               | 2005                                    | Химическая биология                                        |
| Nature Chemistry                      | Nature Chem.            | 25,870               | 2009                                    | Химия                                                      |
| Nature Climate Change                 |                         | 19,304               | 2011                                    | Междисциплинарный, посвящён изменениям в земном климате    |
| Nature Communications                 | Nat. Commun.            | 12,124               | 2010                                    | Быстрая публикация результатов из биологии, физики и химии |
| Nature Genetics                       | Nat. Genet.             | 27,959               | 1992                                    | Генетика                                                   |
| Nature Geoscience                     | Nature Geosci.          | 13,941               | 2008                                    | Науки о Земле                                              |
| Nature Immunology                     | Nat. Immunol.           | 21,506               | 2000                                    | Иммунология                                                |
| Nature Materials                      | Nature Mater.           | 39,737               | 2002                                    | Материаловедение                                           |
| Nature Medicine                       | Nat. Med.               | 29,886               | 1995                                    | Медицина                                                   |
| Nature Methods                        | Nat. Methods            | 25,062               | 2004                                    | Технологии для наук о живых системах                       |
| Nature Microbiology                   | Nat. Microbiol.         |                      | 2016                                    | Микробиология                                              |
| Nature Nanotechnology                 | Nature Nanotech.        | 38,986               | 2006                                    | Нанотехнологии                                             |
| Nature Neuroscience                   | Nat. Neurosci.          | 17,839               | 1998                                    | Нейробиология                                              |
| Nature Photonics                      | Nature Photon.          | 37,852               | 2007                                    | Фотоника                                                   |
| Nature Physics                        | Nature Phys.            | 22,806               | 2005                                    | Физика                                                     |
| Nature Plants                         |                         | 10,3                 | 2015                                    | Ботаник                                                    |
| Nature Protocols                      |                         | 10,032               | 2006                                    | Биология                                                   |
| Nature Structural & Molecular Biology | Nat. Struct. Mol. Biol. | 12,895               | 1994 (Nature Molecular Biology до 2003) | Молекулярная биология                                      |
| Scientific Reports                    |                         | 4,259                | 2011                                    | Междисциплинарный                                          |
| Scientific Data                       |                         | 4,836                | 2014                                    | Наборы данных                                              |

### Nature Reviews
Публикуют обзорные статьи разных тематик

#### Life Sciences
Серия обзорных журналов, посвящённых биологическим наукам
| Журнал                                | Сокращение                | Импакт-фактор (2016) | Год учреждения | Область                           |
| ------------------------------------- | ------------------------- | -------------------- | -------------- | --------------------------------- |
| Nature Reviews Cancer                 | Nat. Rev. Cancer          | 37,147               | 2001           | Онкология                         |
| Nature Reviews Drug Discovery         | Nat. Rev. Drug Discov.    | 57                   | 2002           | Разработка лекарств               |
| Nature Reviews Genetics               | Nat. Rev. Genet.          | 40,282               | 2000           | Генетика                          |
| Nature Reviews Immunology             | Nat. Rev. Immunol.        | 39,932               | 2001           | Иммунология                       |
| Nature Reviews Microbiology           | Nat. Rev. Microbiol.      | 26,819               | 2003           | Микробиология                     |
| Nature Reviews Molecular Cell Biology | Nat. Rev. Mol. Cell Biol. | 46,602               | 2000           | Молекулярная и клеточная биология |
| Nature Reviews Neuroscience           | Nat. Rev. Neurosci.       | 28,88                | 2000           | Нейробиология                     |

#### Clinical Sciences
До 2009 года называлась серией Nature Clinical Practice. Публикуют статьи, посвящённые клинической практике в различных медицинских направлениях
| Журнал                                       | Сокращение                        | Импакт-фактор (2016) | Год учреждения | Название до 2009 года                                  | Область                         |
| -------------------------------------------- | --------------------------------- | -------------------- | -------------- | ------------------------------------------------------ | ------------------------------- |
| Nature Reviews Cardiology                    | Nat. Rev. Cardiol.                | 14,299               | 2004           | Nature Clinical Practice Cardiovascular Medicine       | Кардиология                     |
| Nature Reviews Clinical Oncology             | Nat. Rev. Clin. Oncol.            | 20,693               | 2004           | Nature Clinical Practice Oncology                      | Онкология                       |
| Nature Reviews Disease Primers               |                                   | 6,389                | 2015           | -                                                      | Начальные сведения о болезнях   |
| Nature Reviews Endocrinology                 | Nat. Rev. Endocrinol.             | 18,318               | 2005           | Nature Clinical Practice Endocrinology & Metabolism    | Эндокринология                  |
| Nature Reviews Gastroenterology & Hepatology | Nat. Rev. Gastroenterol. Hepatol. | 13,678               | 2004           | Nature Clinical Practice Gastroenterology & Hepatology | Гастроэнтерология и гепатология |
| Nature Reviews Nephrology                    | Nat. Rev. Nephrol.                | 12,146               | 2005           | Nature Clinical Practice Nephrology                    | Нефрология                      |
| Nature Reviews Neurology                     | Nat. Rev. Neurol.                 | 20,257               | 2005           | Nature Clinical Practice Neurology                     | Неврология                      |
| Nature Reviews Rheumatology                  | Nat. Rev. Rheumatol.              | 12,188               | 2005           | Nature Clinical Practice Rheumatology                  | Ревматология                    |
| Nature Reviews Urology                       | Nat. Rev. Urol.                   | 7,735                | 2004           | Nature Clinical Practice Urology                       | Урология                        |

### Scientific American
Научно-популярные журналы
- Scientific American
- Scientific American Mind

### Другие журналы
Кроме того, NPG выпускает следующие журналы, часть из которых являются электронными:
- Acta Pharmacologica Sinica
- American Journal of Gastroenterology
- American Journal of Hypertension
- Asian Journal of Andrology
- Bone Marrow Transplantation
- British Dental Journal
- British Journal of Cancer
- Cancer Gene Therapy
- Cell Death and Differentiation
- Cell Death and Disease
- Cell Research
- Cellular & Molecular Immunology
- Clinical Pharmacology & Therapeutics
- EMBO reports
- The EMBO Journal
- European Journal of Clinical Nutrition
- European Journal of Human Genetics
- Evidence-Based Dentistry
- Eye
- Gene Therapy
- Genes and Immunity
- Heredity
- History of the journal Nature
- Hypertension Research
- Immunology & Cell Biology
- International Journal of Impotence Research
- International Journal of Obesity
- The ISME Journal
- The Journal of Antibiotics
- Journal of Cerebral Blood Flow and Metabolism
- Journal of Exposure Science and Environmental Epidemiology
- Journal of Human Genetics
- Journal of Human Hypertension
- The Journal of Investigative Dermatology
- JID Symposium Proceedings
- Journal of Perinatology
- Kidney International
- Laboratory Investigation
- Leukemia
- Modern Pathology
- Molecular Psychiatry
- Molecular Systems Biology
- Molecular Therapy
- Mucosal Immunology
- Nature Digest
- Nature Protocols
- Neuropsychopharmacology
- NPG Asia Materials
- Obesity
- Oncogene
- The Pharmacogenomics Journal
- Polymer Journal
- Prostate Cancer and Prostatic Diseases
- SciBX: Science-Business eXchange
- Spinal Cord
- Vital

## Веб-сайты
Издательством поддерживается ряд связанных между собой веб-сайтов, посвящённых издаваемым журналам и предоставляющим за определённую плату доступ к электронным версиям опубликованных статей. Кроме того, работает несколько региональных сайтов, а также несколько сервисов, предоставляющих различную информацию.

### Региональный сайты
Региональные сайты большей частью представляют собой электронные журналы. Среди них:
- Natureasia
- Nature China (Chinese site)
- Nature China (International site)
- Nature India
- Nature Japan
- Nature Korea
- Nature Middle East
- Nature Network Boston
- Nature Network London
- Nature Network New York
- Nature Regions Europe
- Nature Regions France
- Nature Regions Germany
- Nature Regions Iran
- Nature Regions Israel
- Nature Regions Italy

### Информационные сервисы
- advertising @ NPG
- authors & referees @ NPG
- catalog @ NPG
- librarian gateway @ NPG
- NPG Gateway
- NPG Language Editing
- reprints & permissions @ NPG
- society publishing @ NPG
- subscriptions & access @ NPG
- Working at NPG
- Natureconferences
- Natureevents
- Naturejobs.com